# هوجو توکی‌یوری
هوجو توکی‌یوری (به ژاپنی: 北条時頼 Hōjō Tokiyori); ۲۹ ژوئن ۱۲۲۷ – ۲۴ دسامبر ۱۲۶۳) پنجمین شیکّن (معاون شوگون) در شوگون‌سالاری کاماکورا در ژاپن بود. پدر وی هوجو توکیئوجی و مادر وی دختر آداچی کاگه‌موری از خاندان آداچی بود. وی پس از مرگ بزرگتر خود شیکن چهارم هوجو تسونه‌توکی جانشین وی شد.
وی پدر هشتمین شیکن هوجو توکیمونه از زن رسمی و همچنین هوجو توکیسوکه برادر بزرگتر اما ناتنی وی از یک زن غیررسمی بود.